# Vigonza
Vigonza (venetisch Vigónsa) ist eine italienische Gemeinde (comune) mit 23.288 Einwohnern (Stand 31. Dezember 2023) in der Provinz Padua, Region Venetien. 

## Geographie
Der Ort liegt etwa sieben Kilometer nordöstlich der Provinzhauptstadt Padua und  grenzt an die Metropolitanstadt Venedig.

## Verkehr
Südlich des Ortes verlaufen die Autostrada A4 von Padua nach Mestre/Venedig sowie die Bahnstrecke Mailand–Venedig. An beide Verkehrssysteme besteht jedoch kein direkter Anschluss.

## Persönlichkeiten
- Luigina Bissoli (* 1956), Radrennfahrerin
- Cristian Pasquato (* 1989), Fußballspieler